# Conco
Conco (zimbrisch Kunken;  deutsch veraltet Kunken) ist eine Fraktion der nordostitalienische Gemeinde (comune) Lusiana Conco in der Provinz Vicenza in Venetien.

## Geographie
Der Ort liegt etwa 30 Kilometer nordnordöstlich von Vicenza auf der Hochebene der Sieben Gemeinden einer zimbrischen Sprachinsel. Der Ortsname stammt vom althochdeutschen „Kunke“ (= Joch, Pass), das seinerseits auf das lateinische „Concha“ zurückgeht.

## Geschichte
Conco war bis 20. Februar 2019 eine eigenständige Gemeinde und bildet seitdem mit der ebenfalls aufgelösten Gemeinde Lusiana die Gemeinde Lusiana Conco. Zum ehemaligen Gemeindegebiet gehörten noch die fünf Fraktionen: Fontanelle, Gomarolo, Rubbio, Santa Caterina und Tortima.